# Do not stand at my grave and weep
«No te quedes junto a mi tumba a llorar» es el primer verso y título popular del poema de duelo «Inmortalidad», escrito por Clare Harner en 1934. A menudo se cita con frecuencia una ligera variante: Do not stand at my grave and weep.

## Orígenes
Clare Harner (1909-1977), oriunda de Kansas, publicó por primera vez "Inmortalidad" en la edición de diciembre de 1934 de la revista de poesía The Gypsy y fue reimpresa en su edición de febrero de 1935. Fue escrita poco después de la repentina muerte de su hermano. El poema de Harner cobró rápidamente popularidad como panegírico y se leyó en funerales en Kansas y Misuri. Pronto fue reimpreso en el Kansas City Times y el Kansas City Bar Bulletin.
Harner se había licenciado en periodismo industrial y diseño de vestuario en la Universidad Estatal de Kansas. Varios de sus poemas fueron publicados e incluidos en antologías. Se casó con un marine llamado David Lyon y añadió su apellido al suyo. Se mudaron a San Francisco, donde continuó trabajando como periodista para Fairchild Fashion Media.

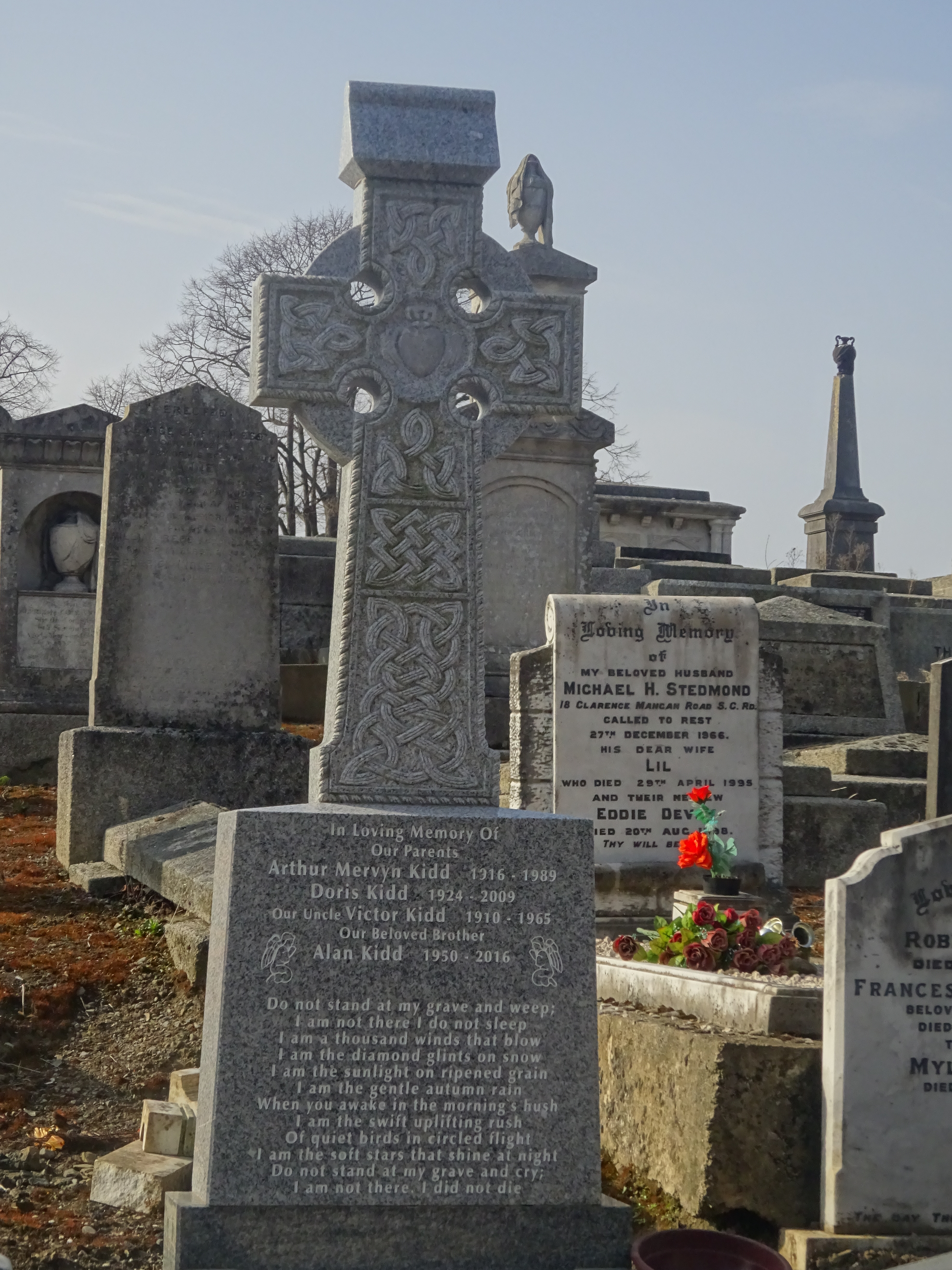
El poema en una lápida en Mount Jerome (Dublín, Irlanda)

## Atribuciones erróneas
El poema se atribuye a menudo a fuentes anónimas o incorrectas, como las tribus hopi y navajo.La plagiadora más notable fue Mary Elizabeth Frye (1905-2004), quien solía repartir copias fotocopiadas del poema con su nombre. Fue citada erróneamente por primera vez como autora del poema en 1983. En su obituario, se afirmó que su autoría era "indiscutible" y la columnista Dear Abby se hizo eco de ella. Sin embargo, Pauline Phillips y su hija Jeanne Phillips, bajo el nombre de Abigail van Buren, confesaron repetidamente a sus lectores que no podían confirmar la autoría del popular poema.

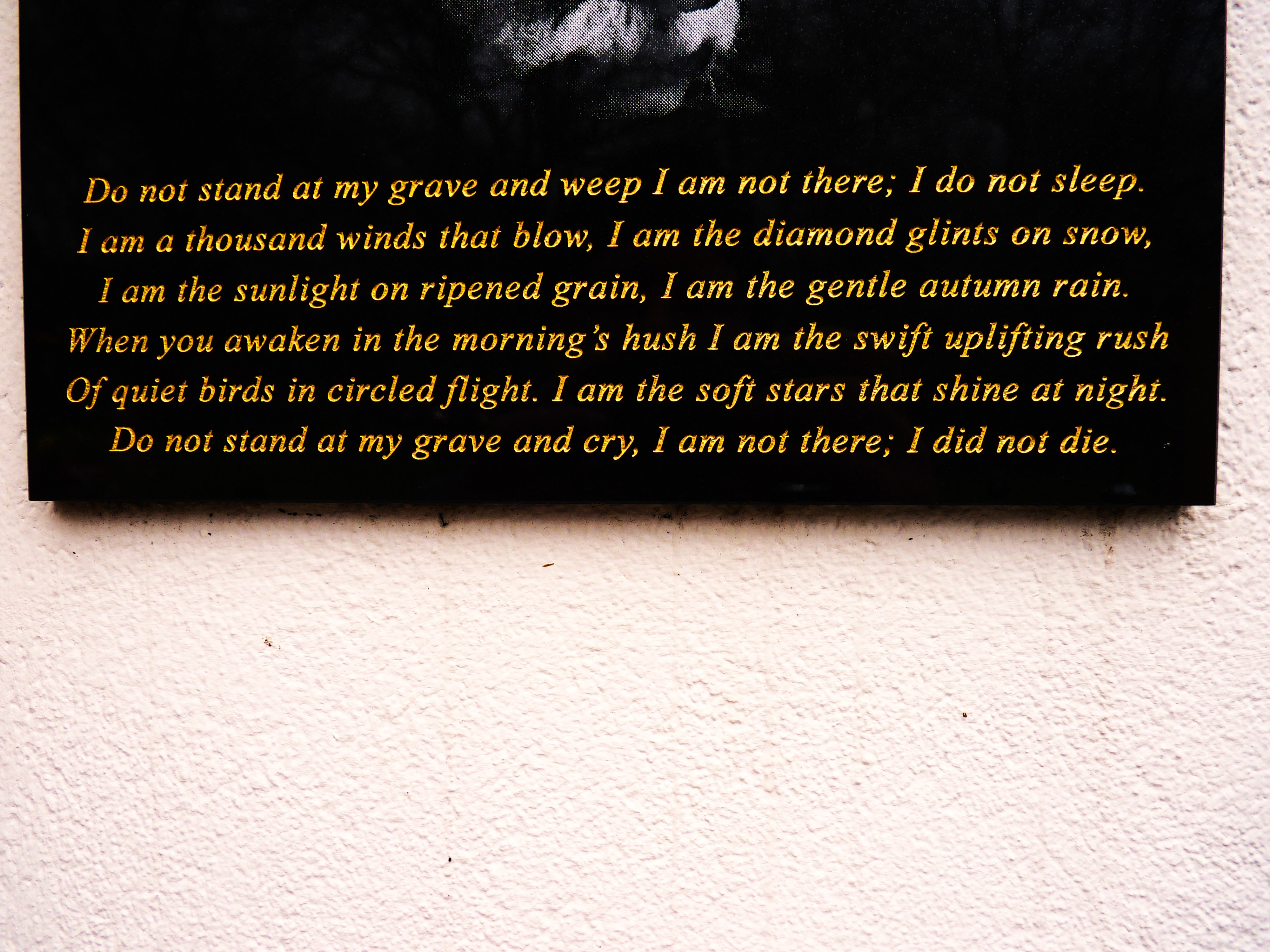
El poema, en una placa en los Jardines Conmemorativos de Albin, Culling Road, Londres SE16

## Encuesta de la BBC
Para coincidir con el Día Nacional de la Poesía de 1995, el programa de televisión británico The Bookworm realizó una encuesta para descubrir los poemas favoritos del país y posteriormente publicó los poemas ganadores en formato libro. El prefacio del libro afirmaba que «No te quedes ante mi tumba llorando» fue «el éxito poético inesperado del año desde la perspectiva de Bookworm»; el poema había «provocado una respuesta extraordinaria... las solicitudes comenzaron a llegar casi de inmediato y durante las semanas siguientes la demanda ascendió a un total de unas treinta mil. En algunos aspectos, se convirtió en el poema favorito del país por derecho propio... a pesar de estar fuera del concurso». Esto fue aún más notable, ya que el nombre y la nacionalidad del poeta estadounidense no se conocieron hasta varios años después. En 2004, The Times escribió: «El verso demostró un notable poder para conmover la pérdida. Se hizo popular, trascendiendo las fronteras nacionales para su uso en tarjetas de duelo y en funerales, independientemente de la raza, la religión o la condición social».